# بخش مرکزی شهرستان بام و صفی‌آباد
بخش مرکزی یکی از بخش‌های شهرستان بام و صفی‌آباد در استان خراسان شمالی ایران است. مرکز این بخش، شهر صفی‌آباد است.

## تقسیمات کشوری
- بخش مرکزی شهرستان بام و صفی‌آباد
  - دهستان دهنه شیرین
  - دهستان صفی‌آباد

شهر: صفی‌آباد

## جمعیت
بر پایه سرشماری عمومی نفوس و مسکن در سال ۱۳۹۵، جمعیت بخش مرکزی شهرستان بام و صفی‌آباد برابر با ۹٬۹۸۵ نفر بوده‌است.